# Varanus salvator
Varanus salvator este o specie de reptile din genul Varanus, familia Varanidae, descrisă de Laurenti 1768. A fost clasificată de IUCN ca specie cu risc scăzut.

## Subspecii
Această specie cuprinde următoarele subspecii:
- V. s. salvator
- V. s. adamanensis
- V. s. cumingi
- V. s. komaini
- V. s. marmoratus
- V. s. nuchalis
- V. s. togianus

## Galerie

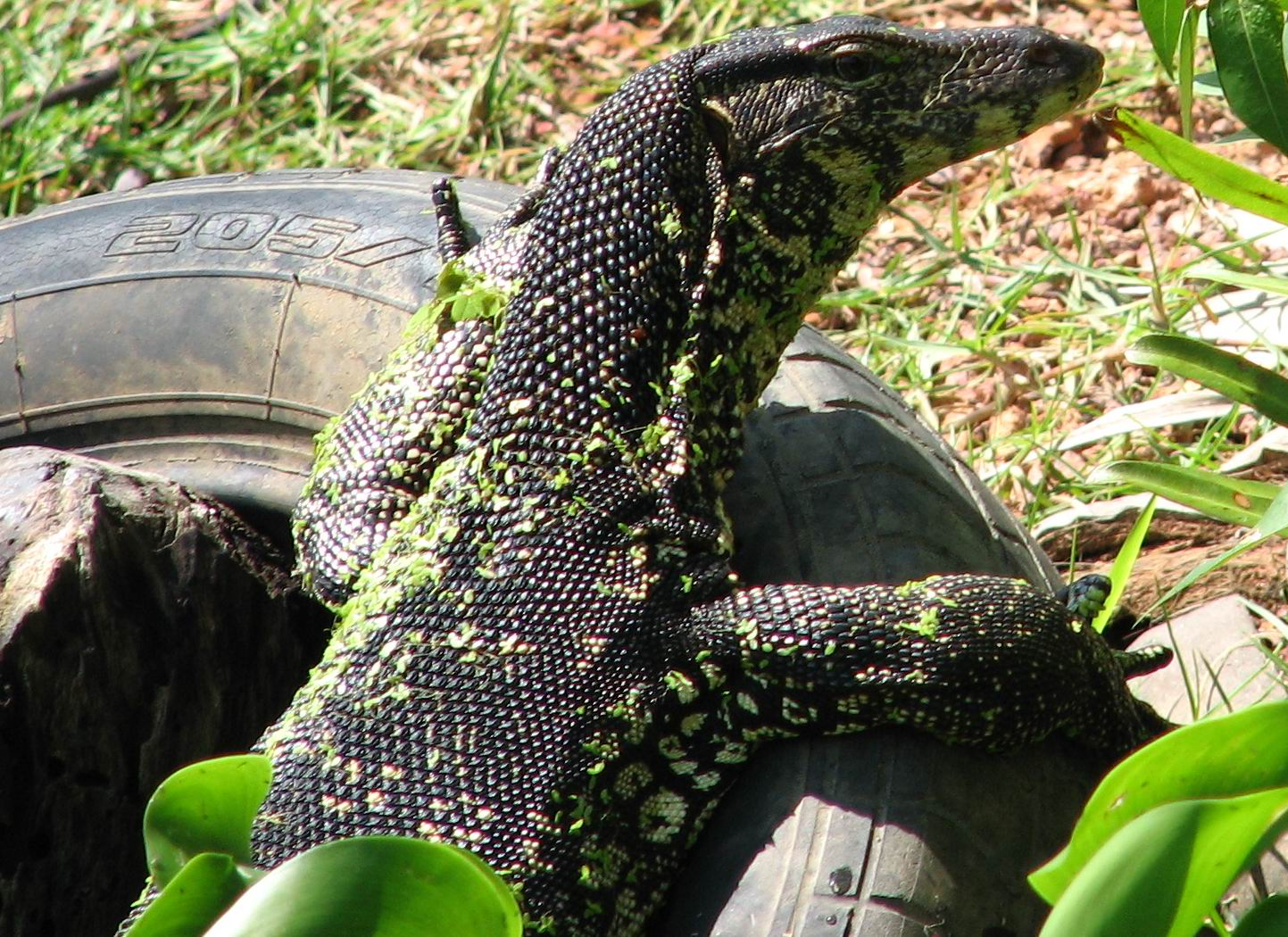
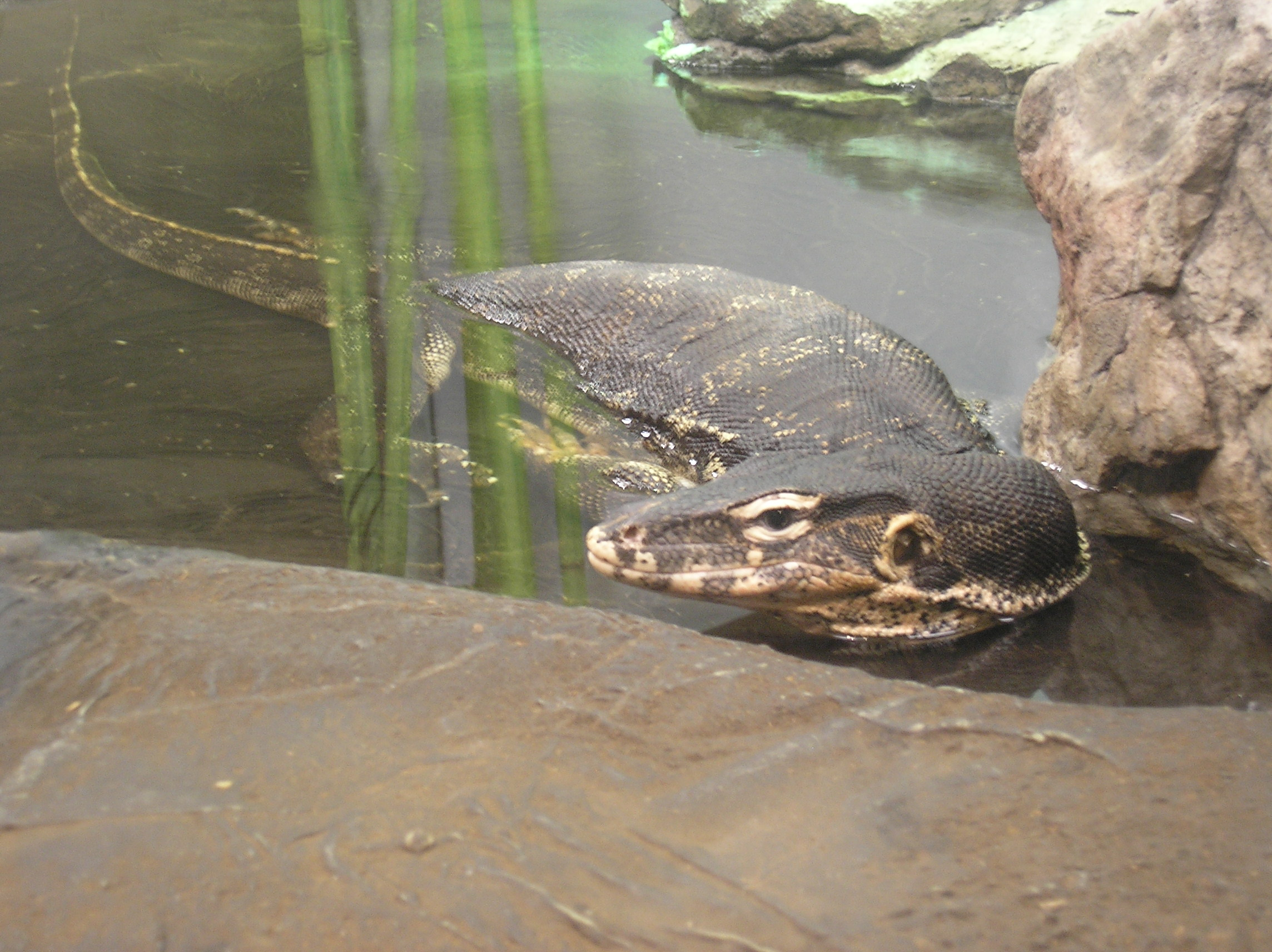
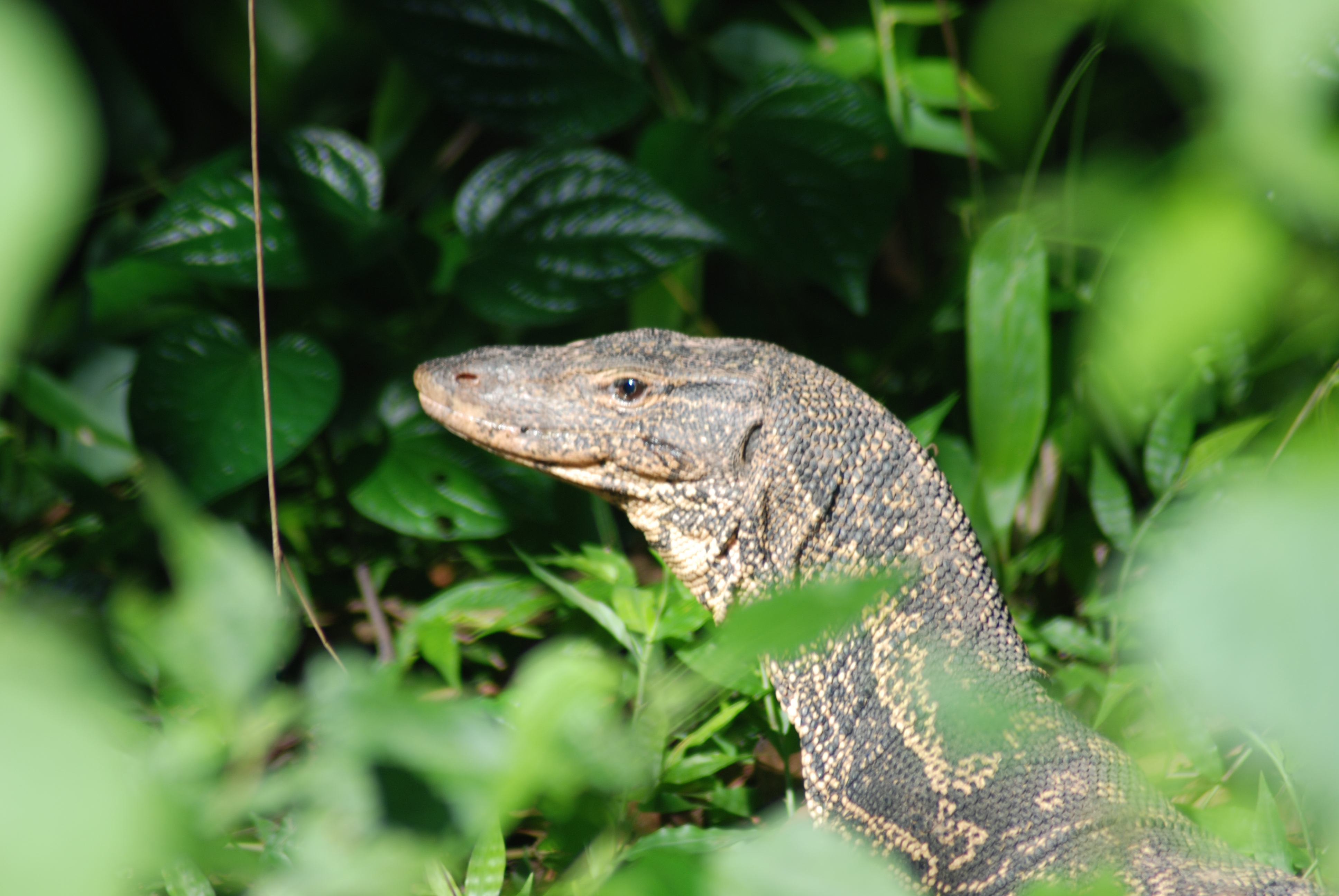
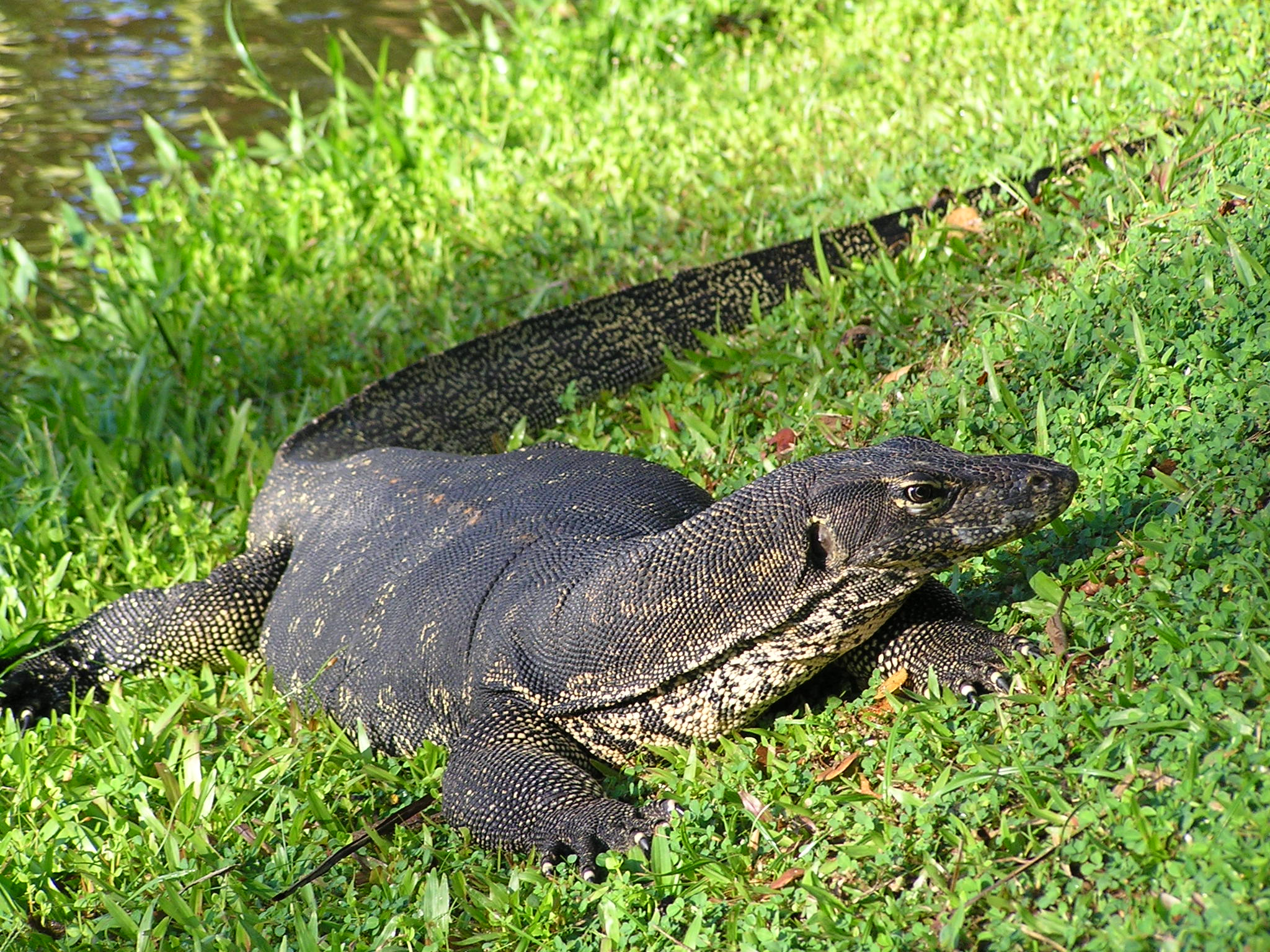
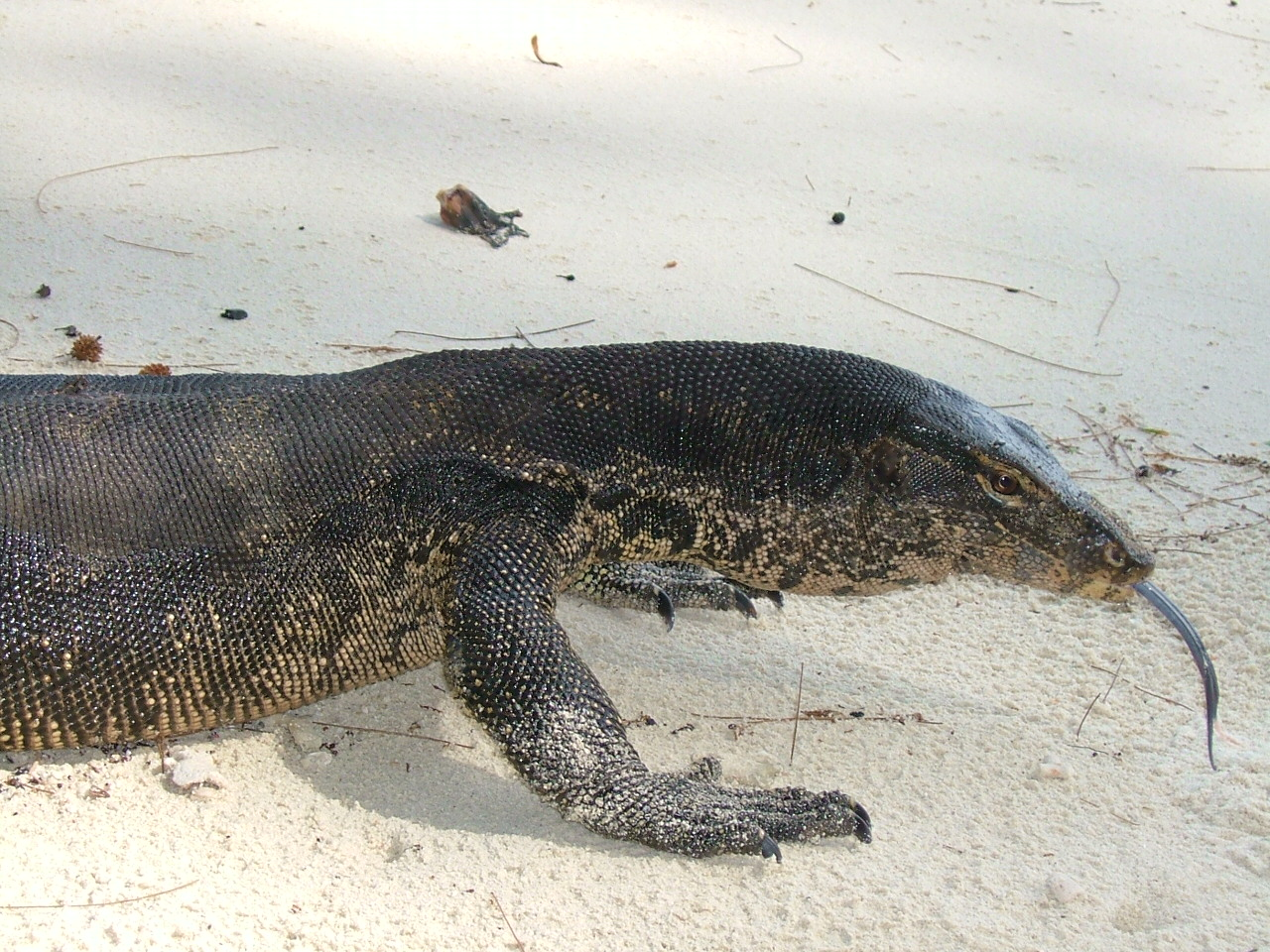
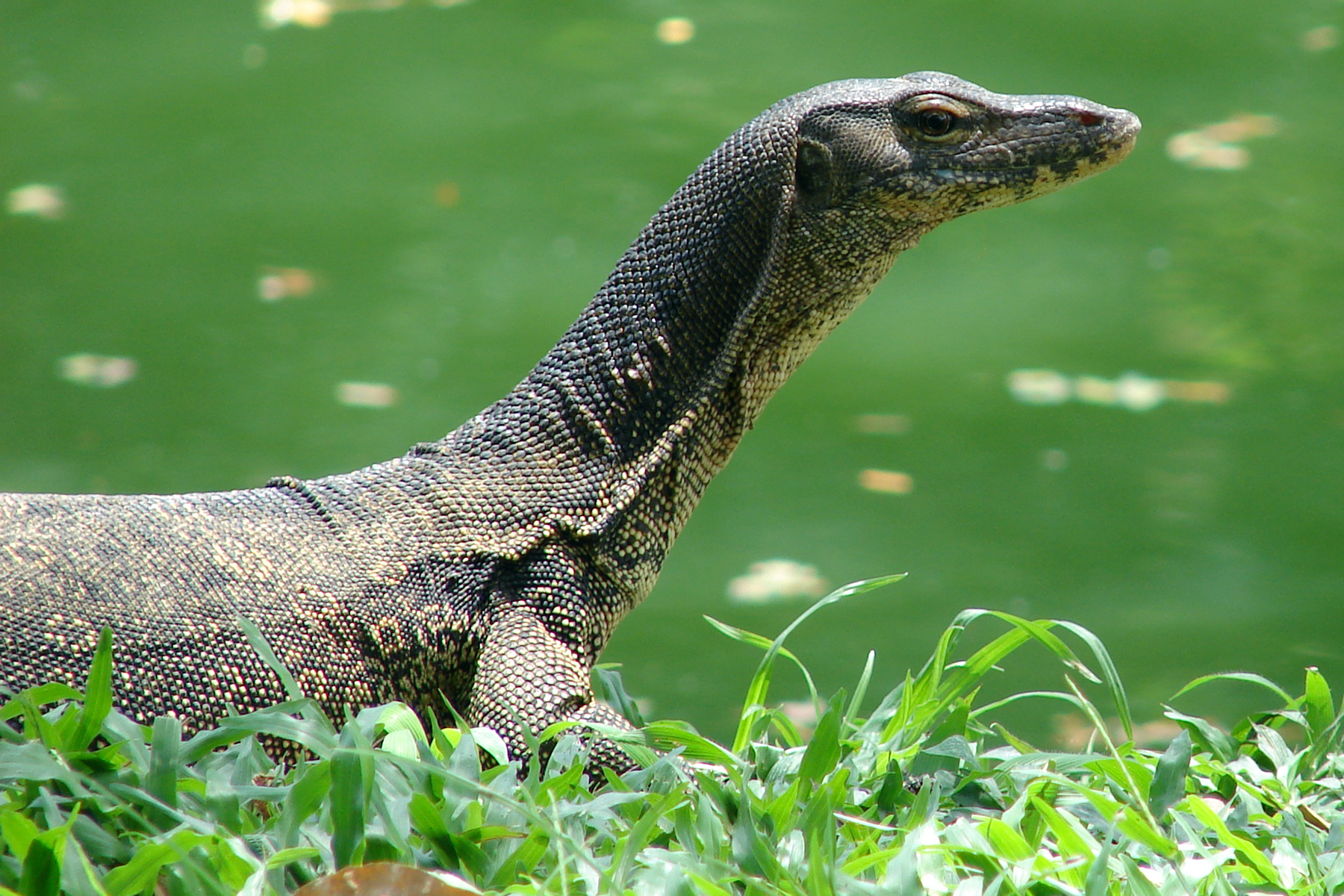